# Staurogyne euryphylla
Staurogyne euryphylla är en akantusväxtart som beskrevs av E. Hossain. Staurogyne euryphylla ingår i släktet Staurogyne och familjen akantusväxter. Inga underarter finns listade i Catalogue of Life.